# Сергеев, Валерий Дмитриевич
Валерий Дмитриевич Сергеев (28 мая 1939, Казань — 21 февраля 2020) — советский хоккеист, защитник, нападающий, советский, российский тренер.

## Биография
Начинал играть в Казани в хоккей с мячом и футболом, затем перешёл в клуб по хоккею с шайбой «Динамо». Играл на первенство города, обладатель кубка Казани. Выступал за «Крылья Советов» Казань (1957/58), СК им. Урицкого (1958/59 — 1965/66), «Спутник» Альметьевск (1966/67 — 1970/71). В сезоне 1962/63 провёл 34 матча в классе «А».
Окончил факультет физического воспитания Казанского педагогического института (1966). В сезоне 1971/72 был старшим тренером «Спутника». В 1973 году был приглашён в новосозданную команду «КАМАЗ» Набережные Челны. В 1978 году, после расформирования класса «Б» и распада команды, стал работать в местной ДЮСШ.
С командой юношей 1986—1987 годов рождения стал с ними двукратным чемпионом Татарстана. В сезоне 2003/04 команда под его руководством стала третьей в чемпионате Татарстана среди взрослых. Главный тренер команды в первенстве России среди команд первой лиги (зона «Поволжье») сезона 2004/05. Следующие три сезона работал тренером.
Среди воспитанников — Константин Гусев, Максим Пестушко.
Скончался 21 февраля 2020 года.